# 天童オルゴール博物館
天童オルゴール博物館（てんどうオルゴールはくぶつかん）は、かつて山形県天童市にあったオルゴール博物館。

## 来歴
2000年6月10日開館。天童市わくわくランドの一部として開設（現在の道の駅天童温泉の敷地内）。東北パイオニアを経営元とし、同社の「音響機器メーカーの社会貢献の一環」のための施設と位置づけられていた。2010年6月13日に閉館。
館内ではオルゴールを視聴出来た他、オートマタの実演、自動ピアノの演奏なども楽しめた。約7000枚ものレコードを収蔵したレコード館が併設され、高級レコードプレーヤーにて視聴することが可能。時折結婚式場としても利用された。

## 概要
開館時間
- 午前9：00～午後5：00
- （最終入館午後4：30）

演奏・案内時間
- 毎時30分より（約40分）

休館日
- 3月は第3火曜日のみ
- 4月以降は毎週火曜日

入館料
- 大人　1,000円 ／ 小人（小・中・高生）　600円

団体料金（15名様以上）
- 大人　800円 ／ 小人（小・中・高生）　480円

所在地
- 〒994－0022 山形県天童市貫津鍬ノ町2567

## 閉館その後
- 経営元であった東北パイオニアからは、「音響機器メーカーの社会貢献の一環という当初の目的を果たし」あるいは「当初の使命を十分にまっとうした」といった、社会貢献の完遂を主な理由としており、経営状況に関連はないとしているが、天童オルゴール博物館からの郵便物には、「長引く不況により採算が合わない」旨明記されており、必ずしも一致した理由とはなっていない。
- 2011年9月に福島県郡山市にある冠婚葬祭のライフアンサージが取得した。当初は土地・建物・展示品を一括して売却先を探したが、見送りとなった[2]。現在は結婚式場のベル・ブランシェ天童となった[3]。
- 2011年12月に収集した1万枚のレコードは天童市に寄贈、天童レコードサロンを開放した[4]。